# Llista de reserves naturals de Catalunya
Llista de reserves naturals de Catalunya amb les figures de protecció de reserva natural integral (RNI), reserva natural parcial (RNP) i reserva natural de fauna salvatge (RNFS). Són espais naturals d'extensió reduïda, que formen part d'espais naturals protegits, i que tenen un règim específic per preservar el conjunt d'ecosistemes naturals que contenen.
La llista es divideix en regions naturals definides en el Pla d'Espais d'Interès Natural segons les divisions fisiogràfiques de Catalunya: Pirineu, Prepirineu, Sistema Transversal, Plana litoral empordanesa, Sistema Mediterrani i Depressió Central.

## Pirineu
| Nom                              | Protecció | Conjunt protegit               | Àrea (ha) | Localització | Codi     | Imatge |
| -------------------------------- | --------- | ------------------------------ | --------- | --- | -------- | --- |
| Reserva del Baish Aran           | RNP 1987  | Era Artiga de Lin              | 383,45    | Es Bòrdes, Vilamós (Vall d'Aran) 42° 43′ 34″ N, 0° 41′ 46″ E / 42.726°N,0.696°E                                  | ES510048 | {{ca\|Reserva del Baish Aran}} · {{WLE-AD-ES\|ES510048}} · {{Object location dec\|42.726\|0.696\|region:ES-CT_type:forest_dim:4000_source:cawiki}} · [[Categoria:Nature reserves in Catalonia]]           |
| Alt Àneu                         | RNP 1987  | Alt Pirineu                    | 338,44    | Alt Àneu (Pallars Sobirà) 42° 45′ 00″ N, 1° 02′ 21″ E / 42.7501°N,1.0392°E                                       | ES510047 | {{ca\|Reserva de l'Alt Àneu}} · {{WLE-AD-ES\|ES510047}} · {{Object location dec\|42.7501\|1.0392\|region:ES-CT_type:forest_dim:5000_source:cawiki}} · [[Categoria:Nature reserves in Catalonia]]          |
| Noguera Pallaresa-Bonaigua       | RNP 1987  | Alt Pirineu                    | 187,70    | Alt Àneu, Naut Aran (Pallars Sobirà, Vall d'Aran) 42° 45′ 35″ N, 1° 04′ 45″ E / 42.75983°N,1.07905°E             | ES510053 | {{ca\|Noguera Pallaresa-Bonaigua}} · {{WLE-AD-ES\|ES510053}} · {{Object location dec\|42.75983\|1.07905\|region:ES-CT_type:forest_dim:28000_source:cawiki}} · [[Categoria:Noguera Pallaresa-Bonaigua]]    |
| La Llosa                         | RNP 1987  | Tossa Plana de Lles-Puigpedrós | 84,12     | Lles de Cerdanya, Prullans, Montellà i Martinet (Cerdanya) 42° 25′ 54″ N, 1° 42′ 03″ E / 42.43171°N,1.70091°E    | ES510050 | {{ca\|La Llosa}} · {{WLE-AD-ES\|ES510050}} · {{Object location dec\|42.43171\|1.70091\|region:ES-CT_type:river_dim:14000_source:cawiki}} · [[Categoria:Nature reserves in Catalonia]]                     |
| Segre-Prullans                   | RNP 1987  | Riberes de l'Alt Segre         | 43,53     | Bellver de Cerdanya, Prullans, Montellà i Martinet (Cerdanya) 42° 21′ 58″ N, 1° 44′ 10″ E / 42.36621°N,1.73604°E | ES510061 | {{ca\|Segre-Prullans}} · {{WLE-AD-ES\|ES510061}} · {{Object location dec\|42.36621\|1.73604\|region:ES-CT_type:forest_dim:6000_source:cawiki}} · [[Categoria:Nature reserves in Catalonia]]               |
| Segre-Isòvol                     | RNP 1987  | Riberes de l'Alt Segre         | 9,83      | Ger, Das, Isòvol (Cerdanya) 42° 23′ 38″ N, 1° 51′ 21″ E / 42.39385°N,1.85586°E                                   | ES510060 | {{ca\|Segre-Isòvol}} · {{WLE-AD-ES\|ES510060}} · {{Object location dec\|42.39385\|1.85586\|region:ES-CT_type:forest_dim:2500_source:cawiki}} · [[Categoria:Nature reserves in Catalonia]]                 |
| Capçalera de l'Orlina            | RNP 1987  | Massís de l'Albera             | 384.28    | Espolla (Alt Empordà) 42° 27′ 50″ N, 3° 01′ 01″ E / 42.464°N,3.017°E                                             | ES510044 | {{ca\|Capçalera de l'Orlina}} · {{WLE-AD-ES\|ES510044}} · {{Object location dec\|42.464\|3.017\|region:ES-CT_type:forest_dim:4000_source:cawiki}} · [[Categoria:Nature reserves in Catalonia]]            |
| Vall de Sant Quirze              | RNP 1987  | Massís de l'Albera             | 584,93    | Rabós (Alt Empordà) 42° 25′ 26″ N, 3° 04′ 05″ E / 42.424°N,3.068°E                                               | ES510046 | {{ca\|Vall de Sant Quirze}} · {{WLE-AD-ES\|ES510046}} · {{Object location dec\|42.424\|3.068\|region:ES-CT_type:forest_dim:3500_source:cawiki}} · [[Categoria:Vall de Sant Quirze]]                       |
| Reserva de Sant Quirze de Colera | RNP 1987  | Massís de l'Albera             | 741,71    | Rabós, Vilamaniscle (Alt Empordà) 42° 24′ 22″ N, 3° 03′ 32″ E / 42.406°N,3.059°E                                 | ES510045 | {{ca\|Reserva de Sant Quirze de Colera}} · {{WLE-AD-ES\|ES510045}} · {{Object location dec\|42.406\|3.059\|region:ES-CT_type:forest_dim:4500_source:cawiki}} · [[Categoria:Nature reserves in Catalonia]] |

## Prepirineu
| Nom                              | Protecció | Conjunt protegit                     | Àrea (ha) | Localització | Codi     | Imatge |
| -------------------------------- | --------- | ------------------------------------ | --------- | --- | -------- | --- |
| Noguera Pallaresa-Collegats      | RNP 1987  | Collegats-Queralt                    | 27,95     | Baix Pallars, Conca de Dalt, la Pobla de Segur (Pallars Jussà, Pallars Sobirà) 42° 17′ 00″ N, 1° 02′ 15″ E / 42.28338°N,1.03754°E | ES510054 | {{ca\|Noguera Pallaresa-Collegats}} · {{WLE-AD-ES\|ES510054}} · {{Object location dec\|42.28338\|1.03754\|region:ES-CT_type:forest_dim:4500_source:cawiki}} · [[Categoria:Noguera Pallaresa-Collegats]]                      |
| Noguera Ribagorçana - Mont-rebei | RNP 1987  | Serres de Montsec i Sant Mamet       | 53,72     | Àger, Sant Esteve de la Sarga, Tremp (Noguera, Pallars Jussà) 42° 05′ 21″ N, 0° 40′ 59″ E / 42.0893°N,0.6831°E                    | ES510055 | {{ca\|Noguera Ribagorçana - Mont-rebei}} · {{WLE-AD-ES\|ES510055}} · {{Object location dec\|42.0893\|0.6831\|region:ES-CT_type:forest_dim:11000_source:cawiki}} · [[Categoria:Congost de Mont-rebei]]                        |
| Sant Llorenç de Montgai          | RNFS 1990 | Aiguabarreig Segre-Noguera Pallaresa | 468,36    | Camarasa, Os de Balaguer (Noguera) 41° 51′ 58″ N, 0° 51′ 00″ E / 41.866°N,0.850°E                                                 | ES510068 | {{ca\|Reserva de Sant Llorenç de Montgai (Noguera)}} · {{WLE-AD-ES\|ES510068}} · {{Object location dec\|41.866\|0.850\|region:ES-CT_type:forest_dim:10000_source:cawiki}} · [[Categoria:Reserva de Sant Llorenç de Montgai]] |
| Riera de Merlès                  | RNP 1987  | Riera de Merlès                      | 69,73     | Borredà, Lluçà, Santa Maria de Merlès i altres (Berguedà, Osona, Ripollès) 42° 04′ 40″ N, 2° 00′ 35″ E / 42.07778°N,2.00968°E     | ES510059 | {{ca\|Reserva de la Riera de Merlès}} · {{WLE-AD-ES\|ES510059}} · {{Object location dec\|42.07778\|2.00968\|region:ES-CT_type:forest_dim:13000_source:cawiki}} · [[Categoria:Reserva de la riera de Merlès]]                 |
| Muga-Albanyà                     | RNP 1987  | L'Alta Garrotxa                      | 114,38    | Albanyà, Sant Llorenç de la Muga (Alt Empordà) 42° 20′ 05″ N, 2° 41′ 01″ E / 42.33472°N,2.68361°E                                 | ES510052 | {{ca\|Muga-Albanyà (Alt Empordà)}} · {{WLE-AD-ES\|ES510052}} · {{Object location dec\|42.33472\|2.68361\|region:ES-CT_type:forest_dim:18500_source:cawiki}} · [[Categoria:Muga-Albanyà]]                                     |

## Sistema Transversal
| Nom                                                        | Protecció | Conjunt protegit              | Àrea (ha) | Localització                                                                                               | Codi     | Imatge |
| ---------------------------------------------------------- | --------- | ----------------------------- | --------- | --- | -------- | --- |
| Volcà d'Aiguanegra                                         | RNP 1982  | Zona volcànica de la Garrotxa | 41,36     | Sant Joan les Fonts (Garrotxa) 42° 12′ 22″ N, 2° 30′ 54″ E / 42.206°N,2.515°E                              | ES510006 | {{ca\|Volcà d'Aiguanegra}} · {{WLE-AD-ES\|ES510006}} · {{Object location dec\|42.206\|2.515\|region:ES-CT_type:forest_dim:1000_source:cawiki}} · [[Categoria:Nature reserves in Catalonia]]                                           |
| Volcans del Cairat, de Claperols i de Repassot             | RNP       | Zona volcànica de la Garrotxa | 43        | Sant Joan les Fonts (Garrotxa) 42° 12′ 17″ N, 2° 31′ 34″ E / 42.2048°N,2.5260°E                            | ES519998 | {{ca\|Volcans del Cairat, de Claperols i de Repassot}} · {{WLE-AD-ES\|ES519998}} · {{Object location dec\|42.2048\|2.5260\|region:ES-CT_type:forest_dim:1500_source:cawiki}} · [[Categoria:Nature reserves in Catalonia]]             |
| Volcans la Garrinada i Montsacopa                          | RNP 1982  | Zona volcànica de la Garrotxa | 73,76     | Olot (Garrotxa) 42° 11′ 31″ N, 2° 29′ 35″ E / 42.192°N,2.493°E                                             | ES510022 | {{ca\|Volcans la Garrinada i Montsacopa}} · {{WLE-AD-ES\|ES510022}} · {{Object location dec\|42.192\|2.493\|region:ES-CT_type:forest_dim:1500_source:cawiki}} · [[Categoria:Olot volcanoes]]                                          |
| Volcà de Montolivet                                        | RNP 1982  | Zona volcànica de la Garrotxa | 25,51     | Olot (Garrotxa) 42° 10′ 46″ N, 2° 28′ 36″ E / 42.1795°N,2.4767°E                                           | ES510015 | {{ca\|Volcà de Montolivet}} · {{WLE-AD-ES\|ES510015}} · {{Object location dec\|42.1795\|2.4767\|region:ES-CT_type:forest_dim:800_source:cawiki}} · [[Categoria:Olot volcanoes]]                                                       |
| Volcà de les Bisaroques                                    | RNP 1982  | Zona volcànica de la Garrotxa | 8,14      | Olot (Garrotxa) 42° 10′ 57″ N, 2° 30′ 11″ E / 42.1824°N,2.5031°E                                           | ES510023 | {{ca\|Volcà de les Bisaroques}} · {{WLE-AD-ES\|ES510023}} · {{Object location dec\|42.1824\|2.5031\|region:ES-CT_type:forest_dim:400_source:cawiki}} · [[Categoria:Nature reserves in Catalonia]]                                     |
| Volcà de Bellaire                                          | RNP 1982  | Zona volcànica de la Garrotxa | 12,42     | Sant Joan les Fonts (Garrotxa) 42° 11′ 09″ N, 2° 31′ 52″ E / 42.1858°N,2.5312°E                            | ES510007 | {{ca\|Volcà de Bellaire}} · {{WLE-AD-ES\|ES510007}} · {{Object location dec\|42.1858\|2.5312\|region:ES-CT_type:forest_dim:500_source:cawiki}} · [[Categoria:Nature reserves in Catalonia]]                                           |
| Volcà del Puig de l'Ós                                     | RNP 1982  | Zona volcànica de la Garrotxa | 25,23     | Sant Joan les Fonts (Garrotxa) 42° 11′ 27″ N, 2° 33′ 12″ E / 42.1907°N,2.5533°E                            | ES510017 | {{ca\|Volcà del Puig de l'Ós}} · {{WLE-AD-ES\|ES510017}} · {{Object location dec\|42.1907\|2.5533\|region:ES-CT_type:forest_dim:700_source:cawiki}} · [[Categoria:Nature reserves in Catalonia]]                                      |
| Volcà de Pujalós                                           | RNP 1982  | Zona volcànica de la Garrotxa | 14,08     | Olot (Garrotxa) 42° 10′ 17″ N, 2° 32′ 08″ E / 42.1715°N,2.5355°E                                           | ES510020 | {{ca\|Volcà de Pujalós}} · {{WLE-AD-ES\|ES510020}} · {{Object location dec\|42.1715\|2.5355\|region:ES-CT_type:forest_dim:500_source:cawiki}} · [[Categoria:Nature reserves in Catalonia]]                                            |
| Volcà del Puig de la Garsa                                 | RNP 1982  | Zona volcànica de la Garrotxa | 10,05     | Olot, Santa Pau (Garrotxa) 42° 10′ 04″ N, 2° 32′ 24″ E / 42.1677°N,2.5401°E                                | ES510019 | {{ca\|Volcà del Puig de la Garsa}} · {{WLE-AD-ES\|ES510019}} · {{Object location dec\|42.1677\|2.5401\|region:ES-CT_type:forest_dim:500_source:cawiki}} · [[Categoria:Nature reserves in Catalonia]]                                  |
| Volcans Puigsafont i el Tom, Puig de Martinyà i la Mallola | RNP 1982  | Zona volcànica de la Garrotxa | 50,07     | Santa Pau (Garrotxa) 42° 09′ 28″ N, 2° 32′ 50″ E / 42.1578°N,2.5472°E                                      | ES510025 | {{ca\|Volcans Puigsafont i el Tom, Puig de Martinyà i la Mallola}} · {{WLE-AD-ES\|ES510025}} · {{Object location dec\|42.1578\|2.5472\|region:ES-CT_type:forest_dim:1100_source:cawiki}} · [[Categoria:Nature reserves in Catalonia]] |
| Volcà de la Pomereda                                       | RNP 1982  | Zona volcànica de la Garrotxa | 4,71      | Olot (Garrotxa) 42° 09′ 31″ N, 2° 31′ 46″ E / 42.1585°N,2.5294°E                                           | ES510005 | {{ca\|Volcà de la Pomereda}} · {{WLE-AD-ES\|ES510005}} · {{Object location dec\|42.1585\|2.5294\|region:ES-CT_type:forest_dim:250_source:cawiki}} · [[Categoria:Nature reserves in Catalonia]]                                        |
| Volcà del Croscat                                          | RNP 1982  | Zona volcànica de la Garrotxa | 77,18     | Santa Pau, Olot (Garrotxa) 42° 09′ 14″ N, 2° 32′ 02″ E / 42.154°N,2.534°E                                  | ES510010 | {{ca\|Volcà del Croscat}} · {{WLE-AD-ES\|ES510010}} · {{Object location dec\|42.154\|2.534\|region:ES-CT_type:forest_dim:1400_source:cawiki}} · [[Categoria:Croscat Volcano]]                                                         |
| Volcans de Cabrioler                                       | RNP 1982  | Zona volcànica de la Garrotxa | 9,00      | Olot, Santa Pau (Garrotxa) 42° 09′ 14″ N, 2° 29′ 54″ E / 42.1540°N,2.4983°E                                | ES510021 | {{ca\|Volcans de Cabrioler}} · {{WLE-AD-ES\|ES510021}} · {{Object location dec\|42.1540\|2.4983\|region:ES-CT_type:forest_dim:500_source:cawiki}} · [[Categoria:Nature reserves in Catalonia]]                                        |
| Volcà del Racó                                             | RNP 1982  | Zona volcànica de la Garrotxa | 34,98     | Les Preses (Garrotxa) 42° 09′ 00″ N, 2° 28′ 22″ E / 42.1500°N,2.4728°E                                     | ES510273 | {{ca\|Volcà del Racó}} · {{WLE-AD-ES\|ES510273}} · {{Object location dec\|42.1500\|2.4728\|region:ES-CT_type:forest_dim:1000_source:cawiki}} · [[Categoria:Nature reserves in Catalonia]]                                             |
| Fageda d'en Jordà                                          | RNP 1982  | Zona volcànica de la Garrotxa | 259,26    | Santa Pau (Garrotxa) 42° 08′ 59″ N, 2° 30′ 54″ E / 42.1497°N,2.5149°E                                      | ES510004 | {{ca\|Fageda d'en Jordà}} · {{WLE-AD-ES\|ES510004}} · {{Object location dec\|42.1497\|2.5149\|region:ES-CT_type:forest_dim:2500_source:cawiki}} · [[Categoria:Fageda d'en Jordà]]                                                     |
| Volcà del Puig de la Costa                                 | RNP 1982  | Zona volcànica de la Garrotxa | 41,69     | Santa Pau (Garrotxa) 42° 08′ 42″ N, 2° 31′ 41″ E / 42.1451°N,2.5281°E                                      | ES510018 | {{ca\|Volcà del Puig de la Costa}} · {{WLE-AD-ES\|ES510018}} · {{Object location dec\|42.1451\|2.5281\|region:ES-CT_type:forest_dim:900_source:cawiki}} · [[Categoria:Nature reserves in Catalonia]]                                  |
| Volcà del Torrent                                          | RNP 1982  | Zona volcànica de la Garrotxa | 12,12     | Santa Pau (Garrotxa) 42° 08′ 10″ N, 2° 32′ 06″ E / 42.1361°N,2.5350°E                                      | ES510012 | {{ca\|Volcà del Torrent}} · {{WLE-AD-ES\|ES510012}} · {{Object location dec\|42.1361\|2.5350\|region:ES-CT_type:forest_dim:500_source:cawiki}} · [[Categoria:Nature reserves in Catalonia]]                                           |
| Volcà de Santa Margarida                                   | RNP 1982  | Zona volcànica de la Garrotxa | 118,56    | Santa Pau (Garrotxa) 42° 08′ 31″ N, 2° 32′ 42″ E / 42.142°N,2.545°E                                        | ES510011 | {{ca\|Volcà de Santa Margarida}} · {{WLE-AD-ES\|ES510011}} · {{Object location dec\|42.142\|2.545\|region:ES-CT_type:forest_dim:1500_source:cawiki}} · [[Categoria:Santa Margarida Volcano]]                                          |
| Volcans de Rocanegra i Puig Subià                          | RNP 1982  | Zona volcànica de la Garrotxa | 55,80     | Santa Pau (Garrotxa) 42° 08′ 16″ N, 2° 33′ 29″ E / 42.1377°N,2.5581°E                                      | ES510026 | {{ca\|Volcans de Rocanegra i Puig Subià}} · {{WLE-AD-ES\|ES510026}} · {{Object location dec\|42.1377\|2.5581\|region:ES-CT_type:forest_dim:1000_source:cawiki}} · [[Categoria:Nature reserves in Catalonia]]                          |
| Volcà Simó                                                 | RNP 1982  | Zona volcànica de la Garrotxa | 7,91      | Santa Pau (Garrotxa) 42° 08′ 19″ N, 2° 33′ 58″ E / 42.1385°N,2.5660°E                                      | ES510008 | {{ca\|Volcà Simó}} · {{WLE-AD-ES\|ES510008}} · {{Object location dec\|42.1385\|2.5660\|region:ES-CT_type:forest_dim:400_source:cawiki}} · [[Categoria:Nature reserves in Catalonia]]                                                  |
| Volcans de Fontpobra, de la Tuta de Colltort i de Can Tià  | RNP 1982  | Zona volcànica de la Garrotxa | 75,97     | Sant Feliu de Pallerols, Santa Pau (Garrotxa) 42° 07′ 37″ N, 2° 32′ 27″ E / 42.1269°N,2.5409°E             | ES510013 | {{ca\|Volcans de Fontpobra, de la Tuta de Colltort i de Can Tià}} · {{WLE-AD-ES\|ES510013}} · {{Object location dec\|42.1269\|2.5409\|region:ES-CT_type:forest_dim:1500_source:cawiki}} · [[Categoria:Nature reserves in Catalonia]]  |
| Volcans Traiter Inferior i Superior                        | RNP 1982  | Zona volcànica de la Garrotxa | 33,36     | Les Planes d'Hostoles, Sant Feliu de Pallerols (Garrotxa) 42° 06′ 24″ N, 2° 31′ 53″ E / 42.1068°N,2.5313°E | ES510027 | {{ca\|Volcans Traiter Inferior i Superior}} · {{WLE-AD-ES\|ES510027}} · {{Object location dec\|42.1068\|2.5313\|region:ES-CT_type:forest_dim:1000_source:cawiki}} · [[Categoria:Nature reserves in Catalonia]]                        |
| Volcans Puig Rodó, Puig de les Medes i Llacunagra          | RNP 1982  | Zona volcànica de la Garrotxa | 23,23     | Sant Aniol de Finestres, les Planes d'Hostoles (Garrotxa) 42° 06′ 12″ N, 2° 33′ 14″ E / 42.1033°N,2.5539°E | ES510024 | {{ca\|Volcans Puig Rodó, Puig de les Medes i Llacunagra}} · {{WLE-AD-ES\|ES510024}} · {{Object location dec\|42.1033\|2.5539\|region:ES-CT_type:forest_dim:800_source:cawiki}} · [[Categoria:Nature reserves in Catalonia]]           |
| Volcà de Sant Marc                                         | RNP 2008  | Zona volcànica de la Garrotxa | 68,09     | Sant Feliu de Pallerols (Garrotxa) 42° 04′ 04″ N, 2° 30′ 40″ E / 42.0677°N,2.5111°E                        | ES519999 | {{ca\|Volcà de Sant Marc}} · {{WLE-AD-ES\|ES519999}} · {{Object location dec\|42.0677\|2.5111\|region:ES-CT_type:forest_dim:1300_source:cawiki}} · [[Categoria:Nature reserves in Catalonia]]                                         |
| Volcà del Puig Roig                                        | RNP 2008  | Zona volcànica de la Garrotxa | 24,41     | Sant Feliu de Pallerols (Garrotxa) 42° 03′ 44″ N, 2° 31′ 06″ E / 42.0621°N,2.5182°E                        | ES519997 | {{ca\|Volcà del Puig Roig}} · {{WLE-AD-ES\|ES519997}} · {{Object location dec\|42.0621\|2.5182\|region:ES-CT_type:forest_dim:700_source:cawiki}} · [[Categoria:Nature reserves in Catalonia]]                                         |

## Plana litoral empordanesa
| Nom                             | Protecció | Conjunt protegit                          | Àrea (ha) | Localització | Codi     | Imatge |
| ------------------------------- | --------- | ----------------------------------------- | --------- | --- | -------- | --- |
| Illa de Fluvià                  | RNFS 1992 | Riu Fluvià                                | 26,15     | Maià de Montcal, Sant Ferriol, Serinyà Confluència del Fluvià i el Ser (Garrotxa, Pla de l'Estany) 42° 11′ 13″ N, 2° 45′ 14″ E / 42.187°N,2.754°E | ES510070 | {{ca\|Illa de Fluvià}} · {{WLE-AD-ES\|ES510070}} · {{Object location dec\|42.187\|2.754\|region:ES-CT_type:waterbody_dim:1500_source:cawiki}} · [[Categoria:Nature reserves in Catalonia]]                   |
| Estanys de la Jonquera          | RNFS 1996 | Basses de l'Albera                        | 76,42     | La Jonquera (Alt Empordà) 42° 23′ 56″ N, 2° 54′ 32″ E / 42.399°N,2.909°E                                                                          | ES510223 | {{ca\|Estanys de la Jonquera}} · {{WLE-AD-ES\|ES510223}} · {{Object location dec\|42.399\|2.909\|region:ES-CT_type:forest_dim:1500_source:cawiki}} · [[Categoria:Nature reserves in Catalonia]]              |
| Marina de Cap Gros-Cap de Creus | RNP 1998  | Cap de Creus                              | 547,79    | El Port de la Selva, Cadaqués (Alt Empordà) 42° 19′ 40″ N, 3° 18′ 44″ E / 42.3278°N,3.3121°E                                                      | ES510231 | {{ca\|Marina de Cap Gros-Cap de Creus}} · {{WLE-AD-ES\|ES510231}} · {{Object location dec\|42.3278\|3.3121\|region:ES-CT_type:forest_dim:10000_source:cawiki}} · [[Categoria:Parc Natural del Cap de Creus]] |
| Reserva del Cap de Creus        | RNI 1998  | Cap de Creus                              | 900,94    | El Port de la Selva, Cadaqués (Alt Empordà) 42° 19′ 16″ N, 3° 15′ 32″ E / 42.321°N,3.259°E                                                        | ES510226 | {{ca\|Reserva del Cap de Creus}} · {{WLE-AD-ES\|ES510226}} · {{Object location dec\|42.321\|3.259\|region:ES-CT_type:forest_dim:7000_source:cawiki}} · [[Categoria:Cap de Creus]]                            |
| Reserva del Cap de Norfeu       | RNI 1998  | Cap de Creus                              | 99,22     | Roses (Alt Empordà) 42° 14′ 31″ N, 3° 15′ 19″ E / 42.2419°N,3.2554°E                                                                              | ES510228 | {{ca\|Reserva del Cap de Norfeu}} · {{WLE-AD-ES\|ES510228}} · {{Object location dec\|42.2419\|3.2554\|region:ES-CT_type:forest_dim:2000_source:cawiki}} · [[Categoria:Cap Norfeu]]                           |
| Marina del Cap de Norfeu        | RNP 1998  | Cap de Creus                              | 267,17    | Roses (Alt Empordà) 42° 14′ 30″ N, 3° 16′ 10″ E / 42.2416°N,3.2695°E                                                                              | ES510229 | {{ca\|Marina del Cap de Norfeu}} · {{WLE-AD-ES\|ES510229}} · {{Object location dec\|42.2416\|3.2695\|region:ES-CT_type:waterbody_dim:4000_source:cawiki}} · [[Categoria:Cap Norfeu]]                         |
| Els Estanys                     | RNI 1983  | Aiguamolls de l'Alt Empordà               | 309,73    | Castelló d'Empúries, Palau-saverdera, Pau (Alt Empordà) 42° 16′ 44″ N, 3° 07′ 08″ E / 42.279°N,3.119°E                                            | ES510033 | {{ca\|Els Estanys}} · {{WLE-AD-ES\|ES510033}} · {{Object location dec\|42.279\|3.119\|region:ES-CT_type:waterbody_dim:3500_source:cawiki}} · [[Categoria:Nature reserves in Catalonia]]                      |
| Les Llaunes                     | RNI 1983  | Aiguamolls de l'Alt Empordà               | 509,95    | Castelló d'Empúries (Alt Empordà) 42° 13′ 23″ N, 3° 06′ 32″ E / 42.223°N,3.109°E                                                                  | ES510035 | {{ca\|Les Llaunes}} · {{WLE-AD-ES\|ES510035}} · {{Object location dec\|42.223\|3.109\|region:ES-CT_type:waterbody_dim:3500_source:cawiki}} · [[Categoria:Nature reserves in Catalonia]]                      |
| Illa de Caramany                | RNI 1983  | Aiguamolls de l'Alt Empordà               | 6,70      | Sant Pere Pescador (Alt Empordà) 42° 11′ 27″ N, 3° 05′ 43″ E / 42.1908°N,3.0952°E                                                                 | ES510034 | {{ca\|Illa de Caramany}} · {{WLE-AD-ES\|ES510034}} · {{Object location dec\|42.1908\|3.0952\|region:ES-CT_type:isle_dim:500_source:cawiki}} · [[Categoria:Nature reserves in Catalonia]]                     |
| Reserva de l'Illa de Caramany   | RNP 1987  | Aiguamolls de l'Alt Empordà               | 15,98     | Sant Pere Pescador Riu Fluvià (Alt Empordà) 42° 11′ 25″ N, 3° 05′ 48″ E / 42.19014°N,3.0967°E                                                     | ES510049 | {{ca\|Reserva de l'Illa de Caramany}} · {{WLE-AD-ES\|ES510049}} · {{Object location dec\|42.19014\|3.0967\|region:ES-CT_type:forest_dim:800_source:cawiki}} · [[Categoria:Nature reserves in Catalonia]]     |
| Illa de Canet                   | RNFS 1996 | Riberes del Baix Ter                      | 0,99      | La Tallada d'Empordà Riu Ter (Baix Empordà) 42° 02′ 36″ N, 3° 03′ 57″ E / 42.0432°N,3.0657°E                                                      | ES510225 | {{ca\|Illa de Canet}} · {{WLE-AD-ES\|ES510225}} · {{Object location dec\|42.0432\|3.0657\|region:ES-CT_type:isle_dim:300_source:cawiki}} · [[Categoria:Nature reserves in Catalonia]]                        |
| Illes Medes                     | RNI 1990  | El Montgrí, les Illes Medes i el Baix Ter | 23,21     | Torroella de Montgrí (Baix Empordà) 42° 02′ 50″ N, 3° 13′ 23″ E / 42.0473°N,3.2231°E                                                              | ES510036 | {{ca\|Illes Medes}} · {{WLE-AD-ES\|ES510036}} · {{Object location dec\|42.0473\|3.2231\|region:ES-CT_type:isle_dim:1500_source:cawiki}} · [[Categoria:Illes Medes]]                                          |
| Marina de les Medes             | RNP 2010  | El Montgrí, les Illes Medes i el Baix Ter | 100,25    | Torroella de Montgrí (Baix Empordà) 42° 02′ 45″ N, 3° 13′ 35″ E / 42.0459°N,3.2263°E                                                              | ES510279 | {{ca\|Marina de les Medes}} · {{WLE-AD-ES\|ES510279}} · {{Object location dec\|42.0459\|3.2263\|region:ES-CT_type:waterbody_dim:1800_source:cawiki}} · [[Categoria:Illes Medes]]                             |
| Aiguamolls del Baix Ter         | RNP 2010  | El Montgrí, les Illes Medes i el Baix Ter | 218,00    | Torroella de Montgrí, Pals (Baix Empordà) 42° 01′ 31″ N, 3° 11′ 31″ E / 42.0252°N,3.1920°E                                                        | ES510280 | {{ca\|Aiguamolls del Baix Ter}} · {{WLE-AD-ES\|ES510280}} · {{Object location dec\|42.0252\|3.1920\|region:ES-CT_type:waterbody_dim:5500_source:cawiki}} · [[Categoria:Aiguamolls del Baix Ter]]             |

## Sistema Mediterrani
| Nom                                  | Protecció | Conjunt protegit           | Àrea (ha) | Localització | Codi     | Imatge |
| ------------------------------------ | --------- | -------------------------- | --------- | --- | -------- | --- |
| Riera d'Arbúcies-Hostalric           | RNP 1987  | Riera d'Arbúcies           | 57,89     | Sant Feliu de Buixalleu, Hostalric (Selva) 41° 45′ 40″ N, 2° 35′ 46″ E / 41.76106°N,2.59603°E                                                                       | ES510057 | {{ca\|Riera d'Arbúcies-Hostalric}} · {{WLE-AD-ES\|ES510057}} · {{Object location dec\|41.76106\|2.59603\|region:ES-CT_type:forest_dim:8500_source:cawiki}} · [[Categoria:Nature reserves in Catalonia]]                                   |
| Reserva de la Muntanya de Montserrat | RNP 1987  | Montserrat                 | 1.760,68  | El Bruc, Collbató, Monistrol de Montserrat i altres (Anoia, Baix Llobregat, Bages) 41° 35′ 49″ N, 1° 48′ 58″ E / 41.597°N,1.816°E                                   | ES510042 | {{ca\|Reserva de la Muntanya de Montserrat}} · {{WLE-AD-ES\|ES510042}} · {{Object location dec\|41.597\|1.816\|region:ES-CT_type:mountain_dim:8000_source:cawiki}} · [[Categoria:Muntanya de Montserrat]]                                 |
| Font Groga                           | RNP 2010  | Serra de Collserola        | 117,46    | Sant Cugat del Vallès, Barcelona (Vallès Occidental, Barcelonès) 41° 26′ 03″ N, 2° 07′ 21″ E / 41.4343°N,2.1225°E                                                   | ES510276 | {{ca\|Font Groga (serra de Collserola)}} · {{WLE-AD-ES\|ES510276}} · {{Object location dec\|41.4343\|2.1225\|region:ES-CT_type:forest_dim:1700_source:cawiki}} · [[Categoria:Nature reserves in Catalonia]]                               |
| Rierada-Can Balasc                   | RNP 2010  | Serra de Collserola        | 382,58    | Barcelona, Sant Cugat del Vallès, Molins de Rei (Barcelonès, Vallès Occidental, Baix Llobregat) 41° 25′ 44″ N, 2° 04′ 16″ E / 41.429°N,2.071°E                      | ES510275 | {{ca\|Rierada-Can Balasc (serra de Collserola)}} · {{WLE-AD-ES\|ES510275}} · {{Object location dec\|41.429\|2.071\|region:ES-CT_type:forest_dim:3000_source:cawiki}} · [[Categoria:La Rierada-Can Balasc]]                                |
| La Ricarda-Ca l'Arana                | RNP 1987  | Delta del Llobregat        | 187,42    | El Prat de Llobregat (Baix Llobregat) 41° 17′ 48″ N, 2° 06′ 56″ E / 41.2966°N,2.1155°E                                                                              | ES510065 | {{ca\|La Ricarda-Ca l'Arana (delta del Llobregat)}} · {{WLE-AD-ES\|ES510065}} · {{Object location dec\|41.2966\|2.1155\|region:ES-CT_type:waterbody_dim:3000_source:cawiki}} · [[Categoria:La Ricarda-Ca l'Arana]]                        |
| Remolar-Filipines                    | RNP 1987  | Delta del Llobregat        | 112,85    | Viladecans, el Prat de Llobregat (Baix Llobregat) 41° 17′ 01″ N, 2° 03′ 58″ E / 41.2837°N,2.0661°E                                                                  | ES510064 | {{ca\|Remolar-Filipines (delta del Llobregat)}} · {{WLE-AD-ES\|ES510064}} · {{Object location dec\|41.2837\|2.0661\|region:ES-CT_type:waterbody_dim:2000_source:cawiki}} · [[Categoria:El Remolar - Filipines i la platja de Viladecans]] |
| Desembocadura del Riu Gaià           | RNFS 1995 | Desembocadura del Riu Gaià | 3,87      | Tarragona 41° 08′ 04″ N, 1° 21′ 54″ E / 41.1345°N,1.3651°E | ES510220 | {{ca\|Desembocadura del Riu Gaià (Tarragona)}} · {{WLE-AD-ES\|ES510220}} · {{Object location dec\|41.1345\|1.3651\|region:ES-CT_type:waterbody_dim:750_source:cawiki}} · [[Categoria:Desembocadura del riu Gaià]]                         |
| Barranc de la Trinitat               | RNP 1998  | Muntanyes de Prades        | 264,48    | L'Espluga de Francolí (Conca de Barberà) 41° 20′ 31″ N, 1° 01′ 30″ E / 41.342°N,1.025°E                                                                             | ES510233 | {{ca\|Barranc de la Trinitat (muntanyes de Prades)}} · {{WLE-AD-ES\|ES510233}} · {{Object location dec\|41.342\|1.025\|region:ES-CT_type:forest_dim:5000_source:cawiki}} · [[Categoria:Nature reserves in Catalonia]]                     |
| Barranc del Titllar                  | RNP 1998  | Muntanyes de Prades        | 654,75    | Vimbodí i Poblet, Prades (Conca de Barberà, Baix Camp) 41° 20′ 31″ N, 1° 01′ 26″ E / 41.342°N,1.024°E                                                               | ES510234 | {{ca\|Barranc del Titllar (muntanyes de Prades)}} · {{WLE-AD-ES\|ES510234}} · {{Object location dec\|41.342\|1.024\|region:ES-CT_type:forest_dim:5000_source:cawiki}} · [[Categoria:Nature reserves in Catalonia]]                        |
| Les Fagedes dels Ports               | RNP 2001  | Els Ports                  | 866,89    | La Sénia, Roquetes, Tortosa i altres (Montsià, Baix Ebre) 40° 45′ 40″ N, 0° 16′ 23″ E / 40.761°N,0.273°E                                                            | ES510235 | {{ca\|Les Fagedes dels Ports}} · {{WLE-AD-ES\|ES510235}} · {{Object location dec\|40.761\|0.273\|region:ES-CT_type:forest_dim:7000_source:cawiki}} · [[Categoria:Les Fagedes dels Ports]]                                                 |
| Illes de l'Ebre                      | RNFS 1995 | Riberes i Illes de l'Ebre  | 88,86     | Tortosa, Móra d'Ebre, Miravet i altres Illes Sovarrec, Galatxo, Miravet, Audí, Vinallop (Baix Ebre, Ribera d'Ebre) 41° 01′ 54″ N, 0° 36′ 13″ E / 41.0317°N,0.6035°E | ES510222 | {{ca\|Illes de l'Ebre}} · {{WLE-AD-ES\|ES510222}} · {{Object location dec\|41.0317\|0.6035\|region:ES-CT_type:forest_dim:59000_source:cawiki}} · [[Categoria:Nature reserves in Catalonia]]                                               |
| Torrent del Pi                       | RNFS 1996 | Cap de Santes Creus        | 3,10      | L'Ametlla de Mar (Baix Ebre) 40° 54′ 01″ N, 0° 49′ 18″ E / 40.9002°N,0.8216°E                                                                                       | ES510224 | {{ca\|Torrent del Pi (l'Ametlla de Mar)}} · {{WLE-AD-ES\|ES510224}} · {{Object location dec\|40.9002\|0.8216\|region:ES-CT_type:forest_dim:500_source:cawiki}} · [[Categoria:Nature reserves in Catalonia]]                               |
| Illa de Sapinya                      | RNP 1986  | Delta de l'Ebre            | 3,08      | Amposta (Montsià) 40° 42′ 59″ N, 0° 39′ 16″ E / 40.71651°N,0.65453°E                                                                                                | ES510040 | {{ca\|Illa de Sapinya (delta de l'Ebre)}} · {{WLE-AD-ES\|ES510040}} · {{Object location dec\|40.71651\|0.65453\|region:ES-CT_type:isle_dim:500_source:cawiki}} · [[Categoria:Illa de Sapinya]]                                            |
| Punta del Fangar                     | RNFS 1992 | Delta de l'Ebre            | 735,92    | Deltebre (Baix Ebre) 40° 46′ 52″ N, 0° 46′ 34″ E / 40.781°N,0.776°E                                                                                                 | ES510074 | {{ca\|Punta del Fangar (delta de l'Ebre)}} · {{WLE-AD-ES\|ES510074}} · {{Object location dec\|40.781\|0.776\|region:ES-CT_type:forest_dim:10500_source:cawiki}} · [[Categoria:Punta del Fangar]]                                          |
| Estació biològica el Canal Vell      | RNFS 1992 | Delta de l'Ebre            | 16,96     | Deltebre (Baix Ebre) 40° 44′ 37″ N, 0° 47′ 16″ E / 40.7437°N,0.7879°E                                                                                               | ES510071 | {{ca\|Estació biològica el Canal Vell (delta de l'Ebre)}} · {{WLE-AD-ES\|ES510071}} · {{Object location dec\|40.7437\|0.7879\|region:ES-CT_type:forest_dim:1000_source:cawiki}} · [[Categoria:Nature reserves in Catalonia]]              |
| Illa de Sant Antoni                  | RNFS 1992 | Delta de l'Ebre            | 107,45    | Deltebre (Baix Ebre) 40° 43′ 26″ N, 0° 52′ 23″ E / 40.724°N,0.873°E                                                                                                 | ES510072 | {{ca\|Illa de Sant Antoni (delta de l'Ebre)}} · {{WLE-AD-ES\|ES510072}} · {{Object location dec\|40.724\|0.873\|region:ES-CT_type:isle_dim:2000_source:cawiki}} · [[Categoria:Nature reserves in Catalonia]]                              |
| Llacuna de la Tancada                | RNFS 1992 | Delta de l'Ebre            | 263,31    | Amposta (Montsià) 40° 39′ 00″ N, 0° 44′ 28″ E / 40.650°N,0.741°E | ES510073 | {{ca\|Llacuna de la Tancada (delta de l'Ebre)}} · {{WLE-AD-ES\|ES510073}} · {{Object location dec\|40.650\|0.741\|region:ES-CT_type:waterbody_dim:3500_source:cawiki}} · [[Categoria:Nature reserves in Catalonia]]                       |
| Punta de la Banya                    | RNP 1986  | Delta de l'Ebre            | 2.552,22  | Sant Carles de la Ràpita (Montsià) 40° 34′ 19″ N, 0° 39′ 04″ E / 40.572°N,0.651°E                                                                                   | ES510041 | {{ca\|Punta de la Banya (delta de l'Ebre)}} · {{WLE-AD-ES\|ES510041}} · {{Object location dec\|40.572\|0.651\|region:ES-CT_type:isle_dim:10000_source:cawiki}} · [[Categoria:Punta de la Banya]]                                          |

## Depressió Central
| Nom                     | Protecció | Conjunt protegit              | Àrea (ha) | Localització                                                                                       | Codi     | Imatge |
| ----------------------- | --------- | ----------------------------- | --------- | -------------------------------------------------------------------------------------------------- | -------- | --- |
| Mas de Melons           | RNP 1987  | Secans de Mas de Melons-Alfés | 1.431,55  | Castelldans (Garrigues) 41° 30′ 04″ N, 0° 42′ 54″ E / 41.501°N,0.715°E                             | ES510051 | {{ca\|Reserva de Mas de Melons}} · {{WLE-AD-ES\|ES510051}} · {{Object location dec\|41.501\|0.715\|region:ES-CT_type:forest_dim:6000_source:cawiki}} · [[Categoria:Nature reserves in Catalonia]]  |
| Reserva d'Utxesa        | RNFS 1990 | Utxesa                        | 264,76    | Torres de Segre, Sarroca de Lleida (Segrià) 41° 29′ 59″ N, 0° 30′ 57″ E / 41.4996°N,0.5159°E       | ES510069 | {{ca\|Pantà d'Utxesa}} · {{WLE-AD-ES\|ES510069}} · {{Object location dec\|41.4996\|0.5159\|region:ES-CT_type:forest_dim:5000_source:cawiki}} · [[Categoria:Nature reserves in Catalonia]]          |
| Ribera de l'Ebre a Flix | RNFS 1995 | Ribera de l'Ebre a Flix       | 203,86    | Flix (Ribera d'Ebre) 41° 14′ 11″ N, 0° 31′ 32″ E / 41.2363°N,0.5256°E                              | ES510221 | {{ca\|Ribera de l'Ebre a Flix}} · {{WLE-AD-ES\|ES510221}} · {{Object location dec\|41.2363\|0.5256\|region:ES-CT_type:forest_dim:6500_source:cawiki}} · [[Categoria:Nature reserves in Catalonia]] |
| Reserva d'Algars        | RNP 1987  | Ribera de l'Algars            | 91,85     | Horta de Sant Joan, Caseres, Arnes (Terra Alta) 40° 59′ 05″ N, 0° 16′ 54″ E / 40.98476°N,0.28173°E | ES510056 | {{ca\|Reserva d'Algars}} · {{WLE-AD-ES\|ES510056}} · {{Object location dec\|40.98476\|0.28173\|region:ES-CT_type:forest_dim:14500_source:cawiki}} · [[Categoria:Nature reserves in Catalonia]]     |